# Interner Dualismus
Interner Dualismus ist eine von Friedrich Wilhelm Joseph Schelling in seiner Freiheitsschrift entwickelte, aber nicht eigens von ihm so benannte Theorie (Friedrich Hermanni gebührt das Verdienst, diesen erhellenden Begriff in die Schelling-Forschung eingeführt zu haben), der zufolge Gottes Existenz auf zwei gegenläufige Prinzipien zurückgeführt werden müsse. Es müsse zwischen Gott, insofern er existiert, und Gott, insofern er der Grund seiner eigenen Existenz ist, unterschieden werden. Schelling unternimmt es als einer der letzten, die Theodizee-Frage abschließend zu klären. Denn im Grund Gottes gründet auch die menschliche Freiheit. Dieser Grund ist dem personalen Gott immer schon entzogen. Das heißt, insofern die Entstehung Gottes und die menschliche Freiheit ineins fallen, ist die menschliche Freiheit selbst für Gott unverfügbar.
In Absetzung von Kants 'Grundlegung zur Metaphysik der Sitten' gewinnt Schelling dadurch einen positiven (=nicht-privativen) Begriff des bösen Willens. In Kants Philosophie ist der Wille deshalb gut, weil der Mensch nur in der Unterwerfung unter das Sittengesetz überhaupt einen wirklichen Willen ausbildet. Handelt er nicht dem Sittengesetz gemäß, dann lassen sich die Triebfedern des Handelns auf Naturgesetzmäßigkeiten zurückzuführen. In gewisser Weise ist der Mensch dadurch in seinem Handeln entlastet. Er kann sich mit dem Verweis auf äußere Ursachen rechtfertigen. Nach Schelling besteht aber die Freiheit des Menschen „einem Vermögem zum Guten und zum Bösen“. Das heißt, wir bewegen uns immer schon in einen präformierten moralischen Horizont. Jede Entscheidung gegen das Sittengesetz – d. h. die Unterwerfung des Universalwillens unter den Eigenwillen – ist eine Verkehrung des Ganzen, d. h. wir lehnen uns als Mensch gegen die Bestimmung auf, gut zu sein.